# Мажорель, Луи
Луи-Жан-Сильвестр Мажорель, известный как Луи Мажорель (фр. Louis Majorelle; 26 сентября 1859, Туль, Лотарингия — 15 января 1926, Нанси, Лотарингия) — художник стиля ар-нуво (французского модерна), рисовальщик и живописец, художник-керамист и проектировщик мебели. Один из создателей и главных представителей (президент и вице-президент) Школы Нанси.

## Биография

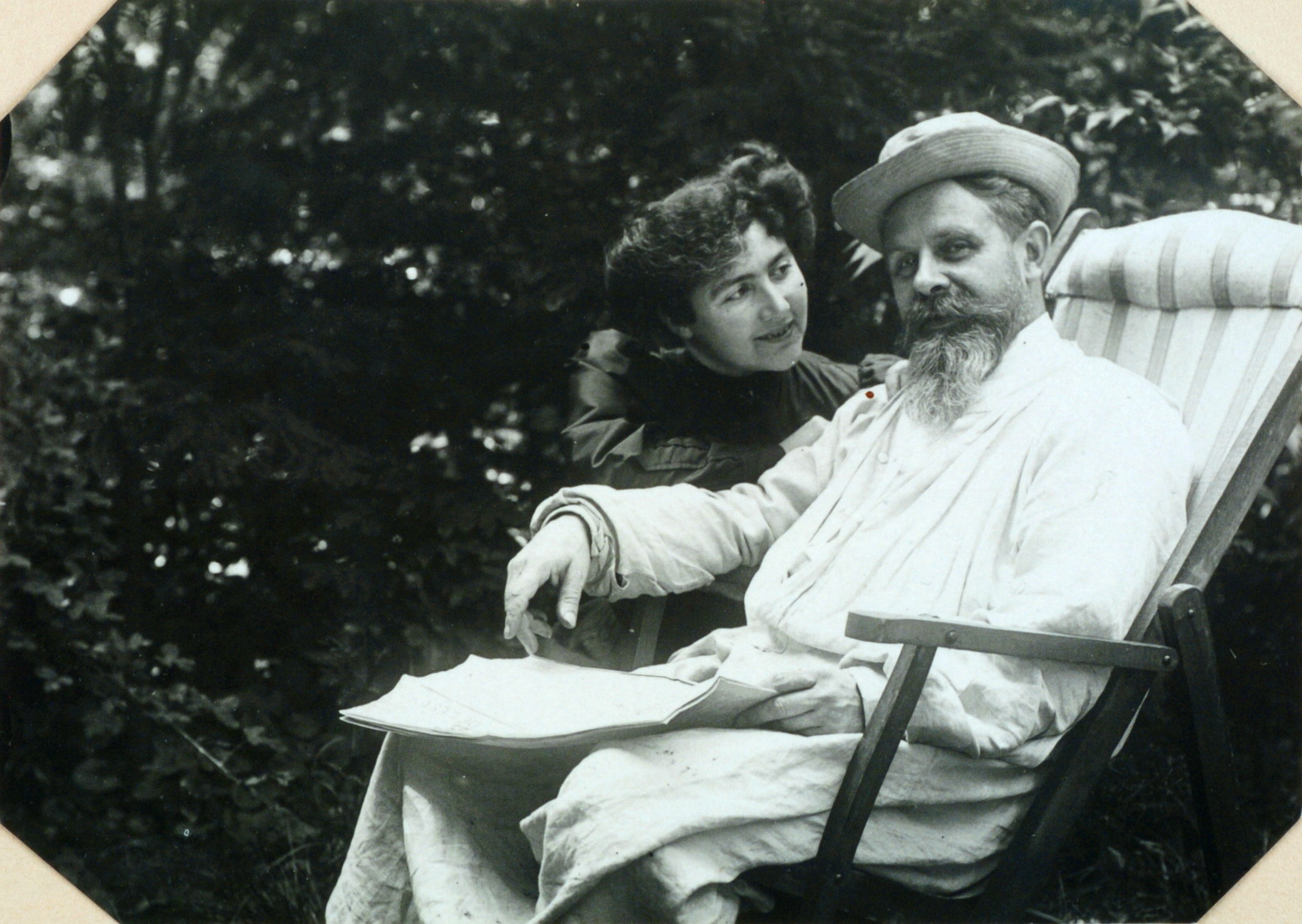
Жане и Луи Мажорель. 1908

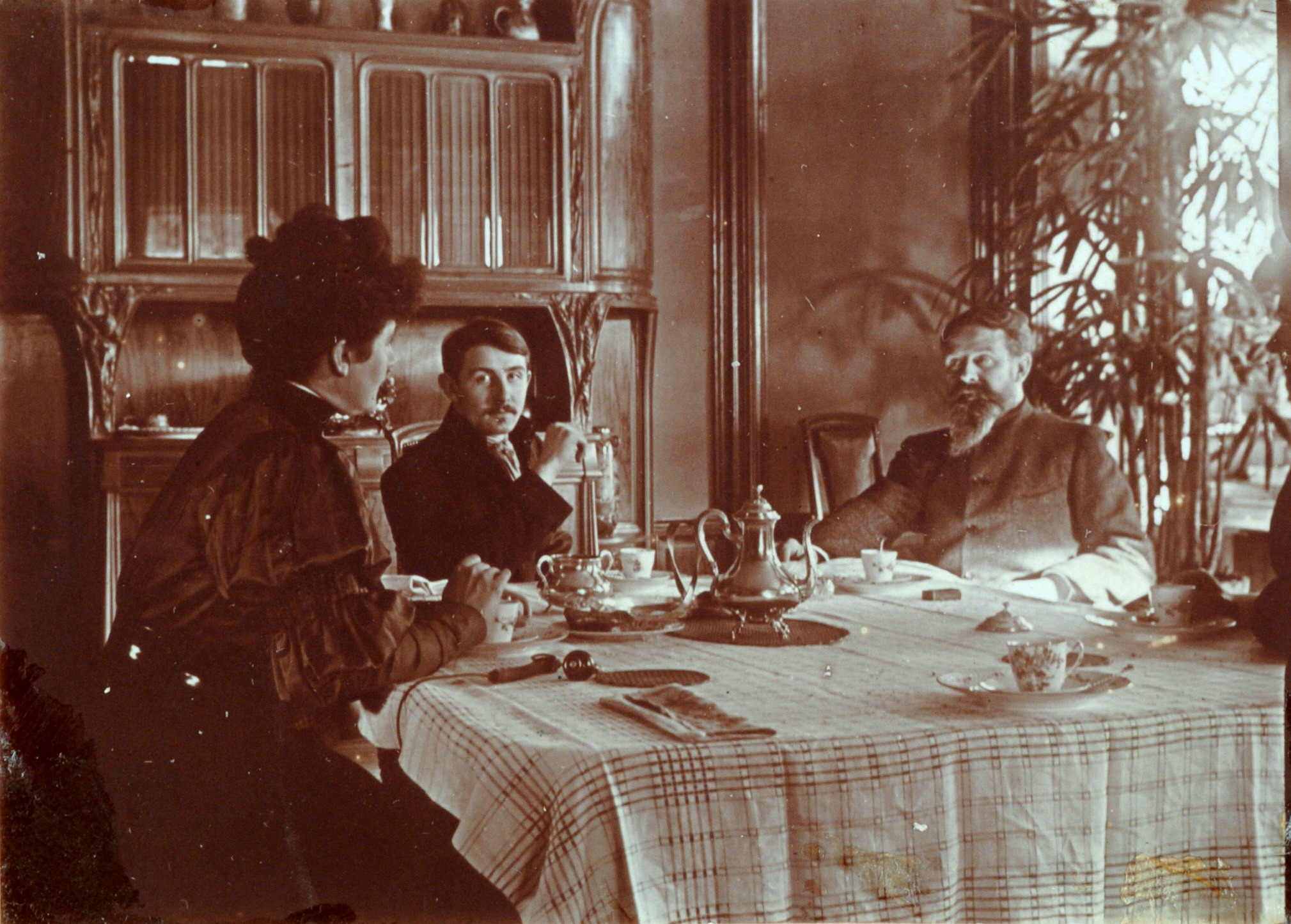
Слева направо: Жане, Жак и Луи Мажорель на своей вилле

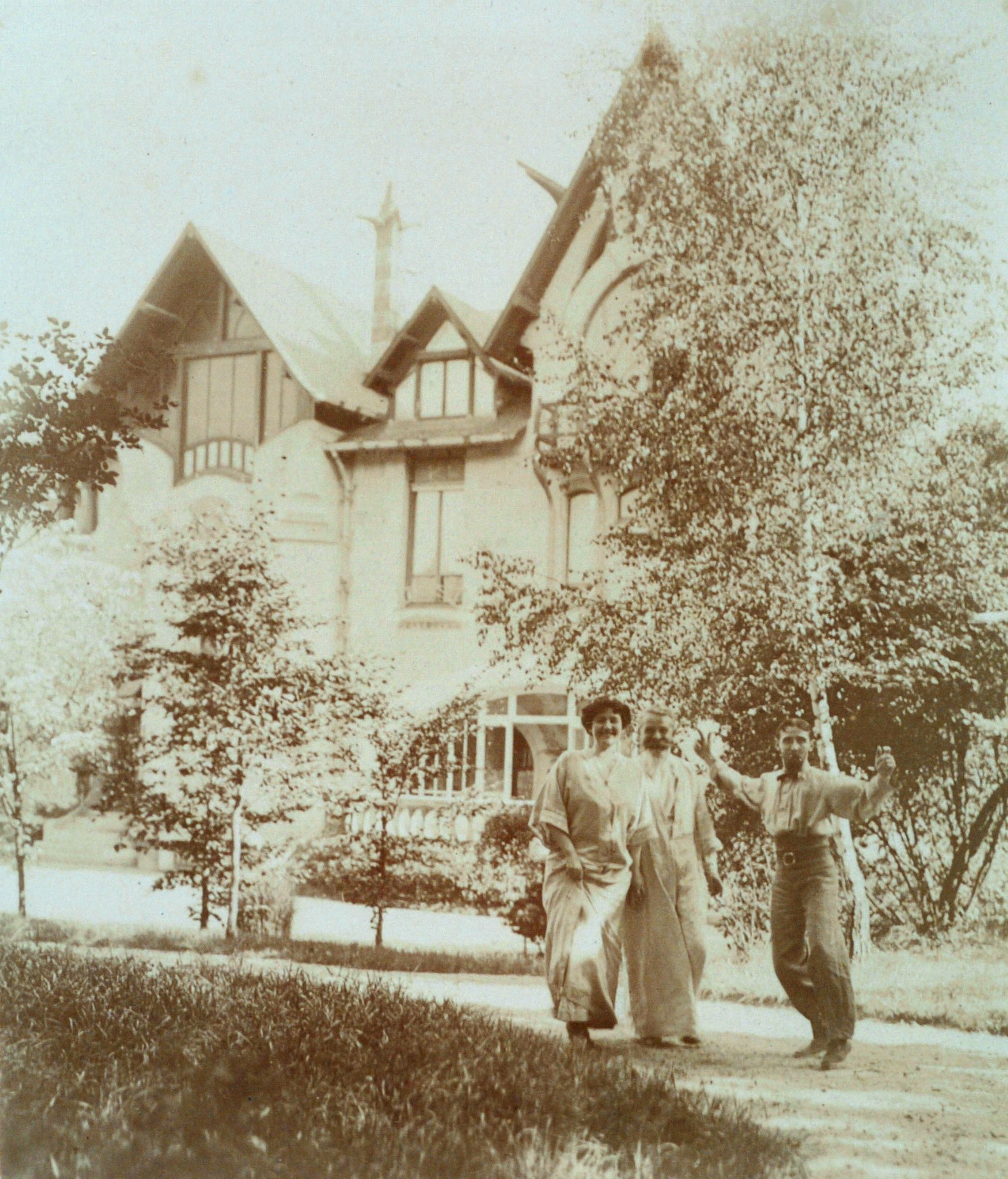
Вилла Мажорель. 1911

Луи Мажорель родился в 1859 году в городе Туль (департамент Мёрт и Мозель региона Лотарингия). Его отец Огюст Мажорель (1825—1879) был мастером-мебельщиком и керамистом. Известен тем, что изготавливал мебель, стилизованную под мебель XVIII века. В 1861 году переехал вместе с семьей из Туля в город Нанси (Лотарингия).
Луи Мажорель учился живописи в Школе изящных искусств в Нанси (l'École des beaux-arts de Nancy) у Теодора Луи Девильи, прежде чем отправиться в 1877 году в Париж и в течение двух лет заниматься в Школе изящных искусств, в мастерской художника Эме Милле. Когда его отец умер в 1879 году, Луи был вынужден прекратить обучение и вернуться в Нанси, чтобы наблюдать за семейной фабрикой по производству фаянса и мебели. Эта забота заполнила всю его оставшуюся жизнь.
7 апреля 1885 года Мажорель женился на Мари Леони Жане Кретц (Marie Léonie Jane Kretz), дочери директора муниципальных театров Нанси. Их единственный ребёнок, Жак Мажорель (1886—1962) — французский живописец, представитель ориентализма в искусстве ХХ столетия.
С 1890 года под влиянием Эмиля Галле и Анри Ван де Велде Мажорель обратился к «новому стилю», главным образом в искусстве мебели обтекаемых форм с плавно изогнутыми линиями («линии Обриста»), которые критики прозвали «удар бича». После «Международной выставки современных декоративных и промышленных искусств» 1925 года в Париже, ознаменовавшей рождение нового стиля — ар-деко — Луи Мажорель обратился к прямым линиям и строгим геометрическим формам. Как и Галле, он применял рельефную резьбу, технику маркетри с натуралистическими природными мотивами, тонированием и гравировкой, инкрустацию перламутром и золотой фольгой. Помимо проектирования мебели Мажорель много занимался керамикой, используя люстровые и солевые глазури, роспись, проектировал интерьеры и витражи. Его искусство стало важной частью художественных достижений Школы Нанси.
Излюбленный Мажорелем «натуральный декор», который он использовал в мебели, заимствован из природы: изогнутые стебли растений, водяные лилии, «лотарингский чертополох», стрекозы. На рубеже 1900-х годов мастерская Мажореля стала изготавливать металлодекор: дверные ручки и петли, ограды, монтировки ваз и конструкции светильников в соответствии с плавными линиями, характерными для его мебели. Мастерская производила кованые балконы, лестничные перила и детали экстерьера многих зданий в Нанси. Вскоре после успеха на Всемирной выставке 1900 года в Париже стиль Мажореля эволюционировал в сторону более простых и лаконичных форм.
В 1910 году Мажорель открыл свои магазины не только в Нанси, но и в Париже, Лионе и Лилле. Познакомившись с работами Эмиля Галле в 1894 году, Мажорель стал в феврале 1901 года одним из основателей Школы Нанси, в начале известной как «Местное объединение промышленных искусств» (Alliance provinciale des Industries d’Arts), объединившее группу художников, архитекторов, искусствоведов и промышленников из Лотарингии, которые решили работать в «новом стиле». Эмиль Галле до его смерти в 1904 году был президентом объединения, затем его сменил Виктор Пруве. Мажорель был одним из вице-президентов группы с момента её основания и оставался им на протяжении всего существования Школы Нанси.
В 1914 году, с объявлением войны, Мажорель ещё надеялся сохранить и продолжить производство в Нанси. Но утром 20 ноября 1916 года его мастерская на улице Вьей-Этр загорелась. Все чертежи компании, слепки, оборудование и записи, охватывающие пятидесятилетнюю историю компании погибли. Год спустя, в 1917 году, немецкая бомбардировка Нанси разрушила магазин Мажореля на улице Сен-Жорж. Также стало известно о разграблении магазина в Лилле во время наступления немецких войск.
Луи Мажорель переехал в Париж ещё до окончания войны. После войны он вновь открыл свою мастерскую и магазин и продолжил сотрудничество со стекольным заводом братьев Дом. Мажорель умер в Нанси в 1926 году, его дело перешло к Альфреду Леви.
Ещё 1898 году Луи Мажорель поручил архитектору Анри Соважу составить план своего дома в Нанси. Построенная в 1901—1902 годах Люсьеном Вайсенбургером вилла Мажорель, или «вилла Джика» (villa Jika), по инициалам его жены (Жан Кретц), является результатом сотрудничества художников «Группы шести» и Франсиса Журдена (сына архитектора Франца Журдена). Интерьер виллы полностью соответствует эстетике искусства модерна 1901—1902 годов.
После смерти Мажореля его семья, состояние которой пострадало во время войны, больше не могла себе позволить жить на вилле, которую пришлось продать. Мастерские Мажореля закрылись в 1931 году. Вилла, которую использовали многие владельцы, претерпела несколько архитектурных изменений — в дополнение к тем, которые были выполнены самим Мажорелем, когда он там жил, — включая добавление бетонного бункера и покрытие передней террасы. Большая каменная стена и мост, окружавшие здание, были значительно уменьшены. Муниципалитет Нанси приобрёл виллу и провёл ремонтно-реставрационные работы.

## Галерея

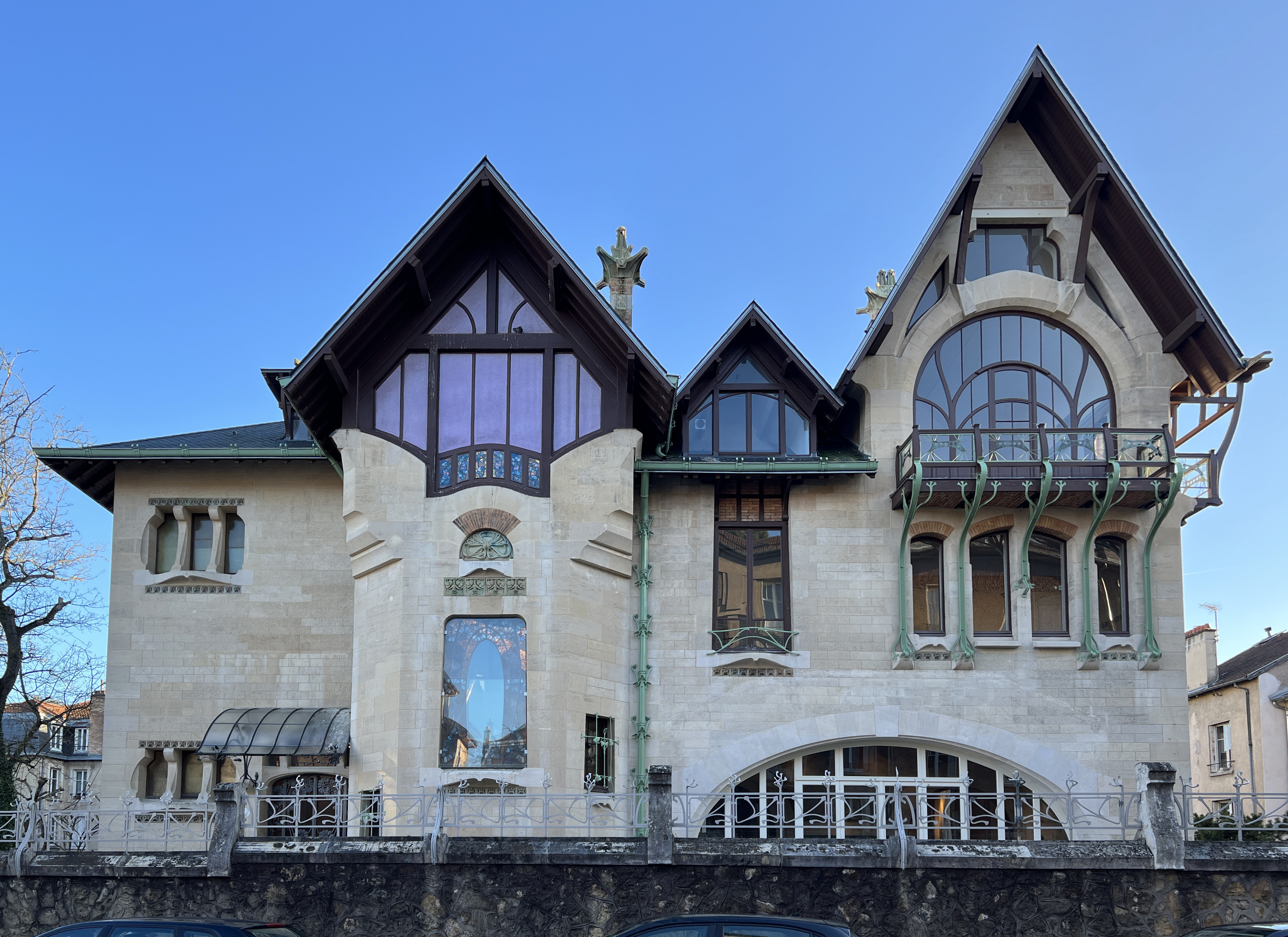
Вилла Мажорель.1901—1902. Архитектор А. Соваж. Вид после реконструкции. Фотография 2022 г.
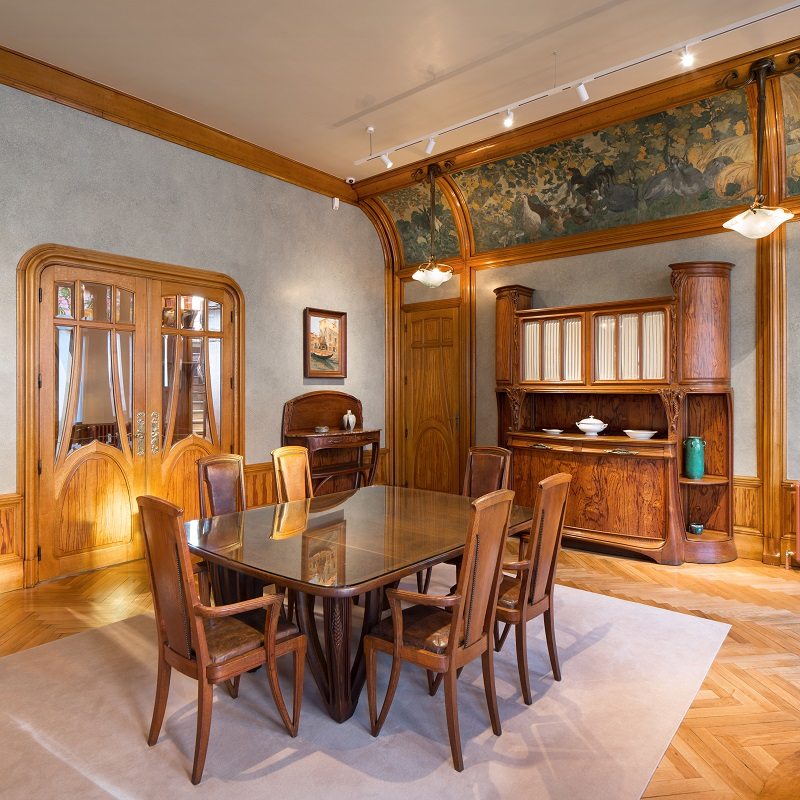
Вилла Мажорель. Столовая
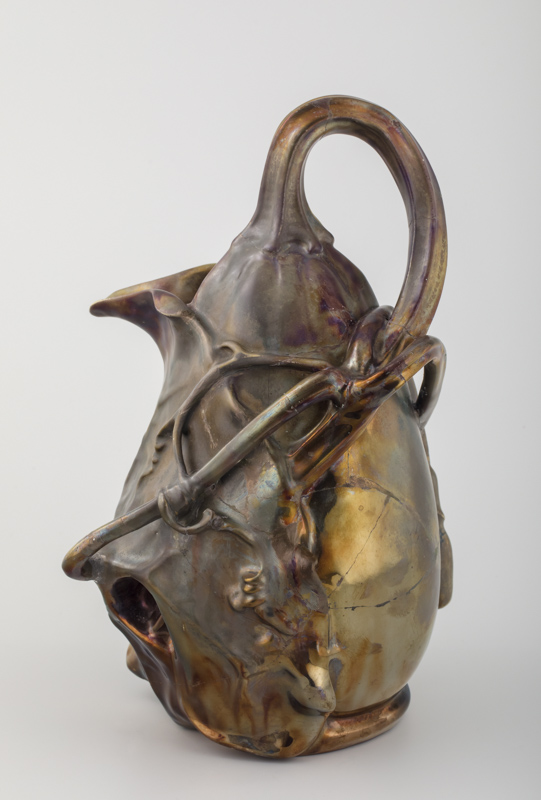
Кувшин. 1895. Керамика. Музей Школы Нанси
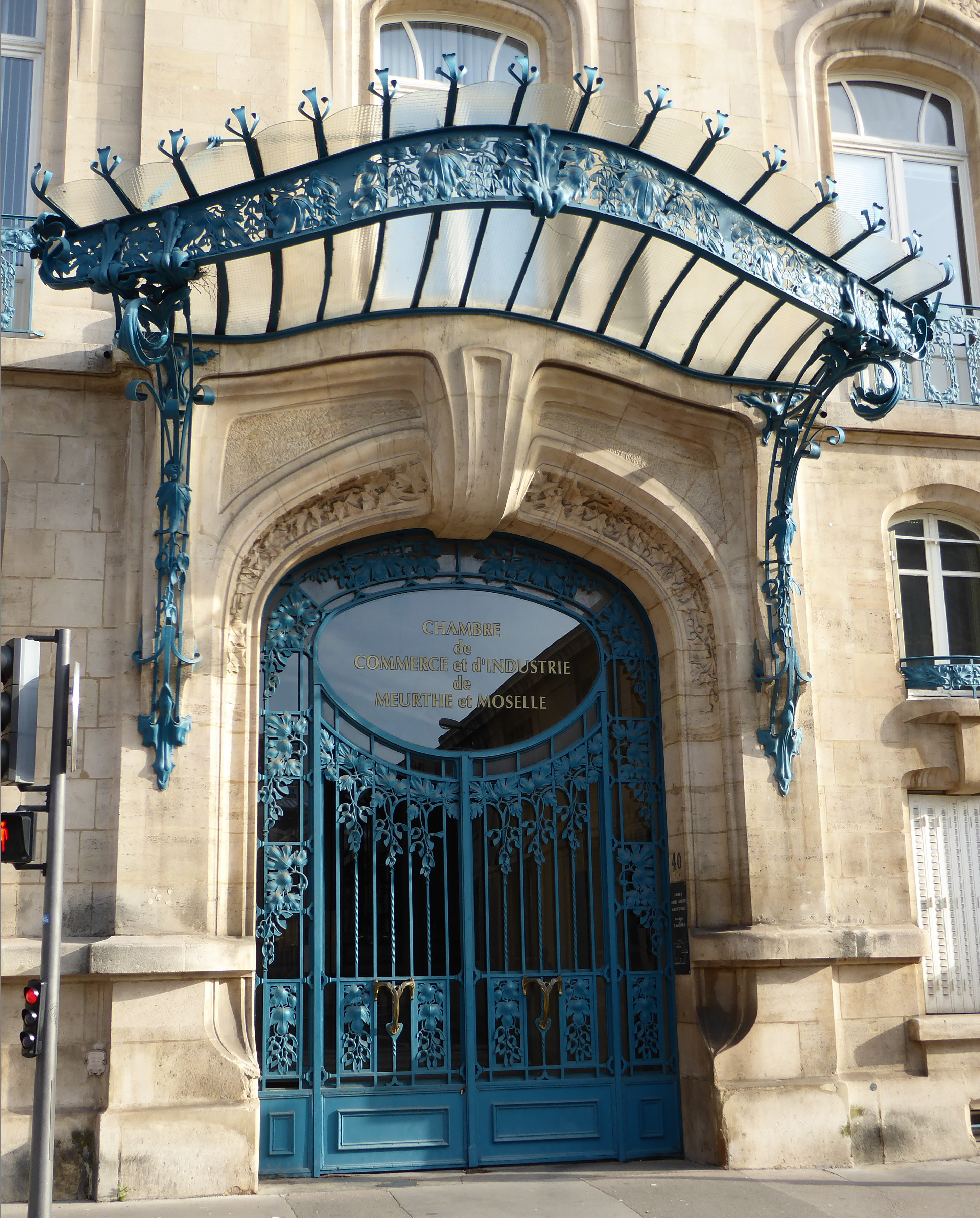
Портал здания Торгово-промышленной палаты в Нанси
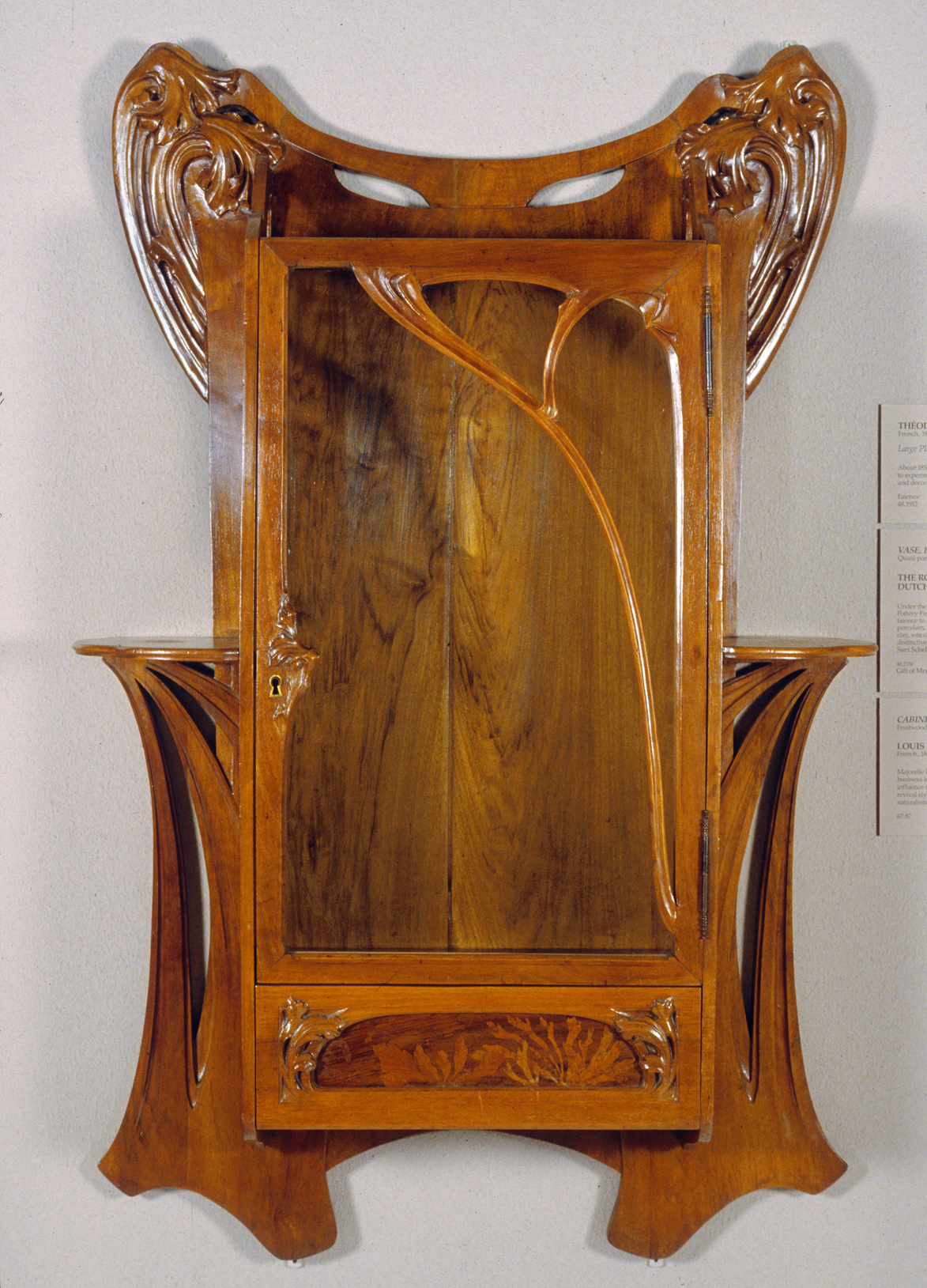
Настенный шкафчик. Художественный музей Уолтерса, Балтимор. США
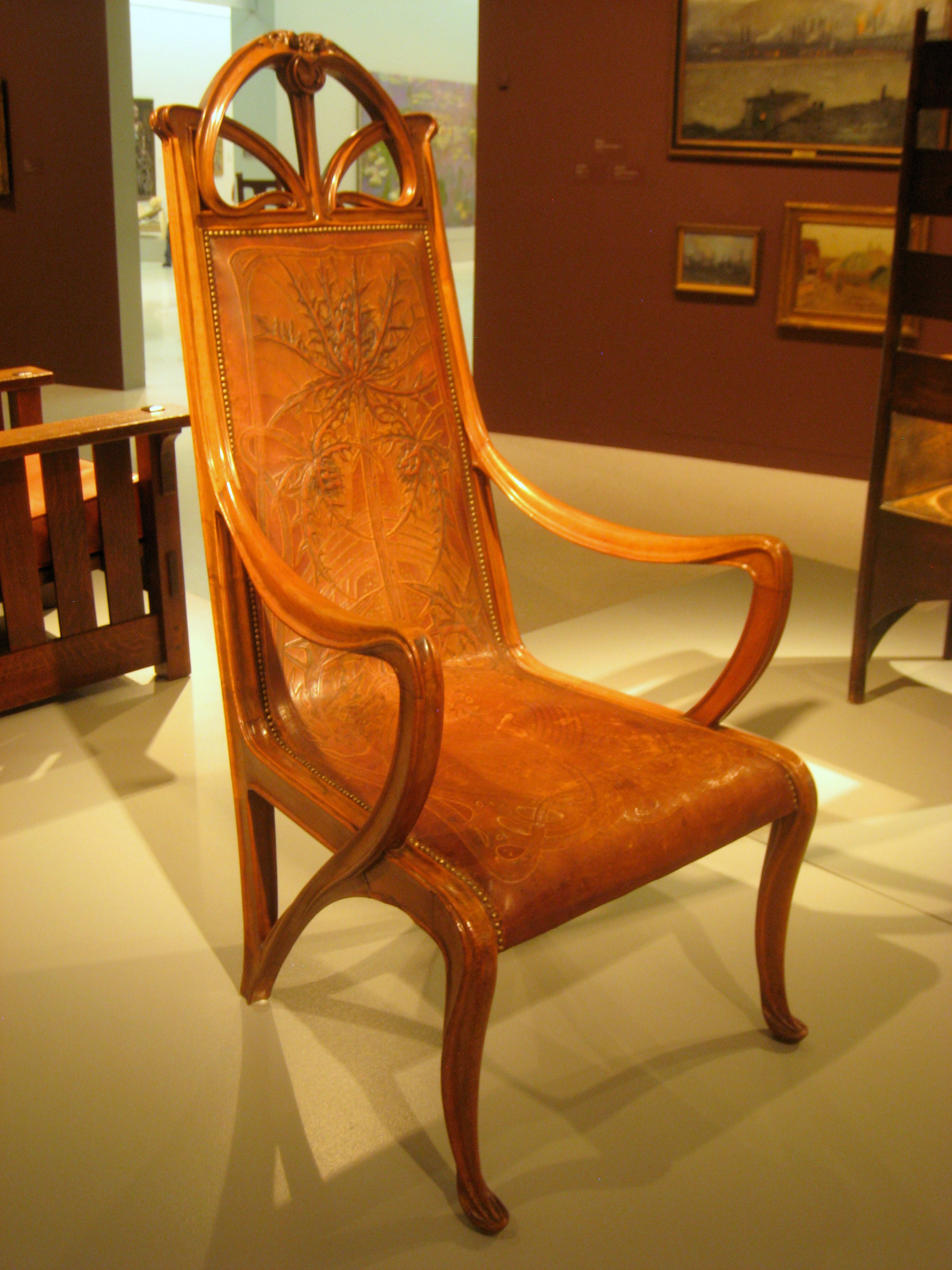
Кресло. 1900. Художественный музей Карнеги, Питтсбург. США
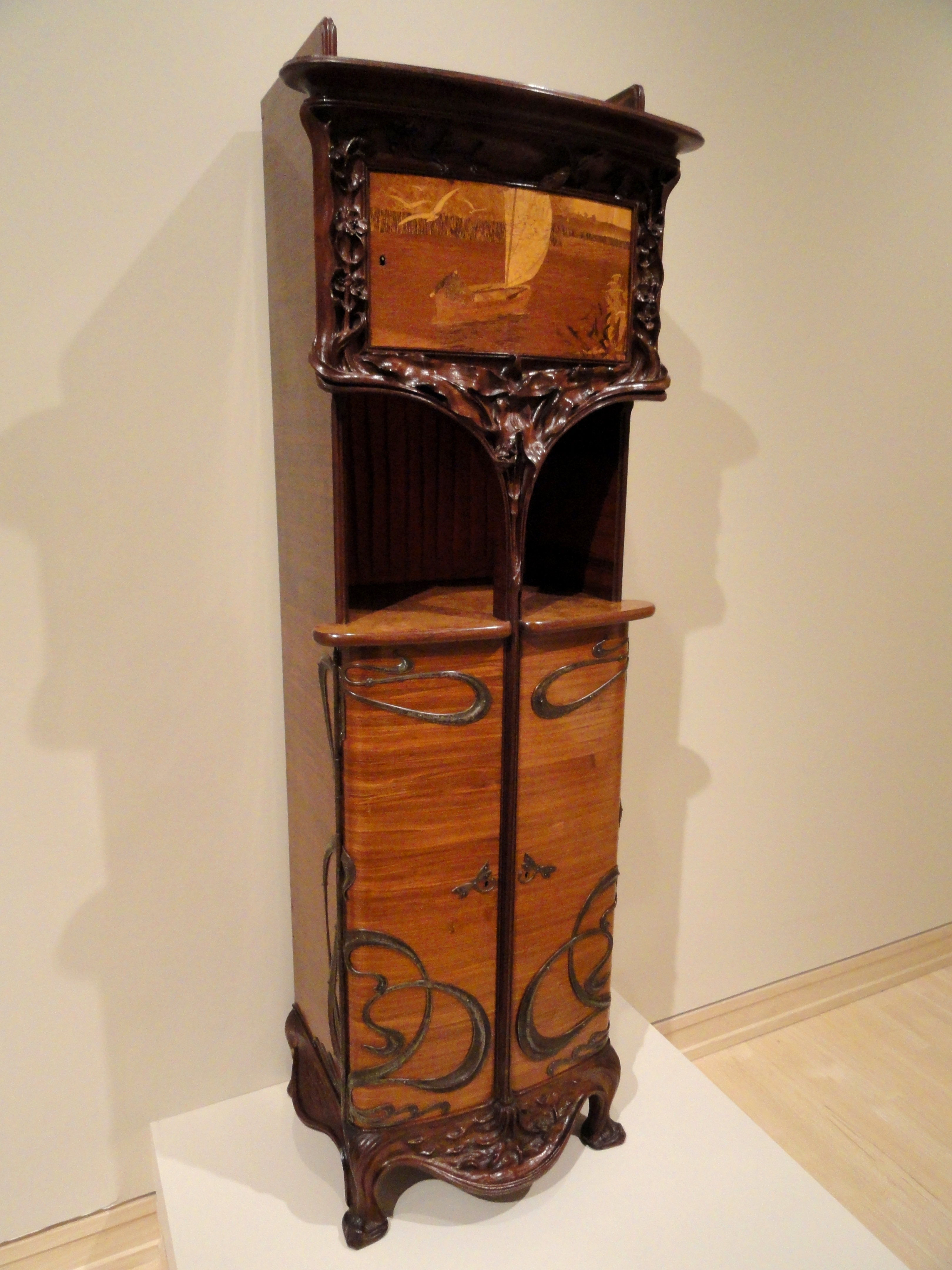
Кабинет. 1900. Художественный музей Индианаполиса, Индиана. США
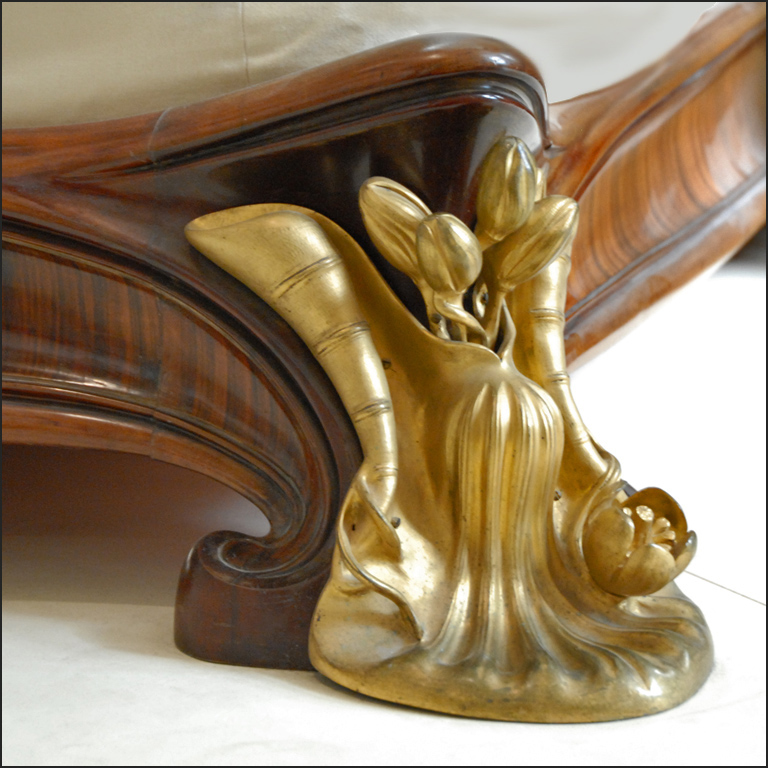
Деталь изножия кровати «Водяные лилии». Музей Д‘Орсе, Париж
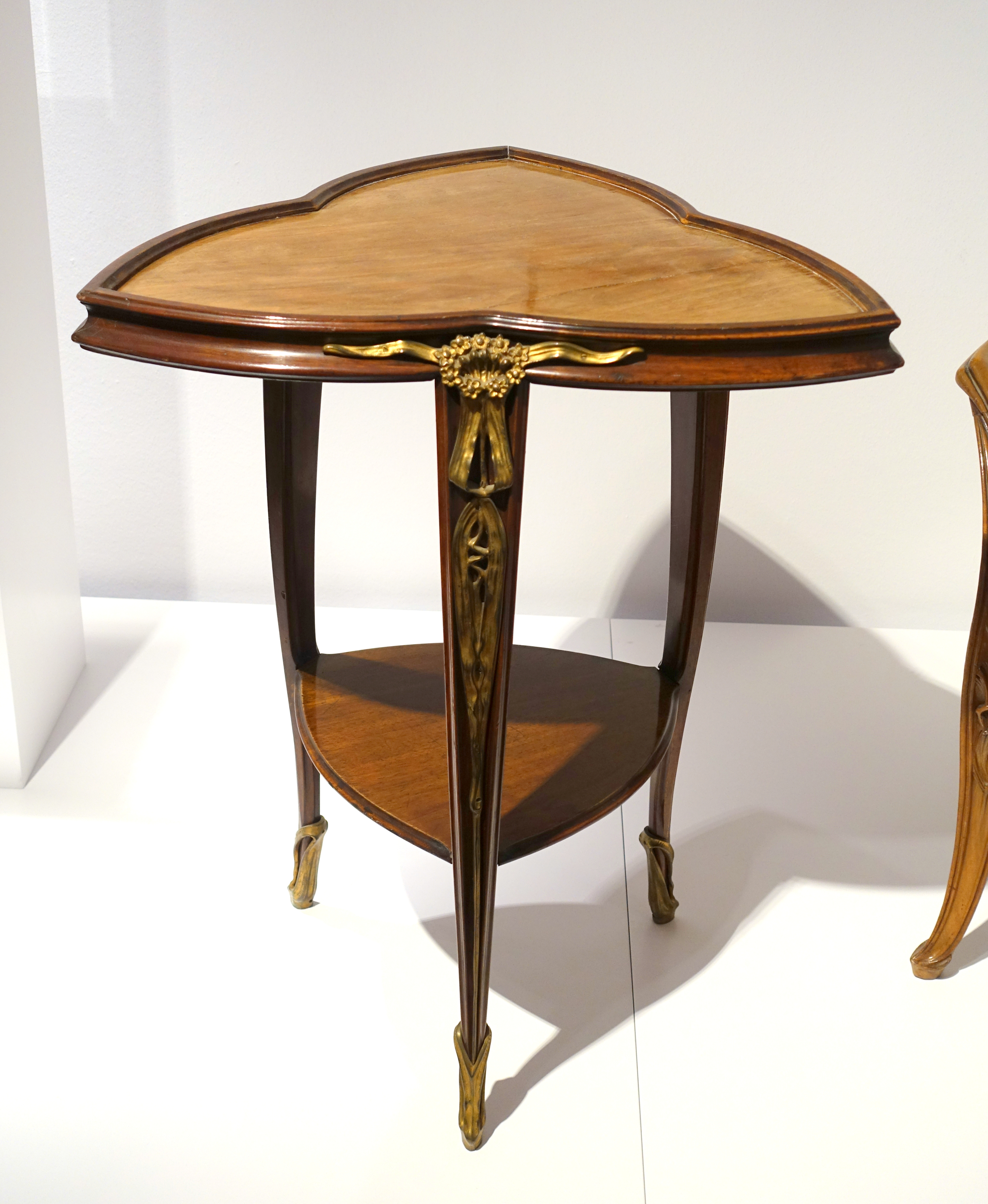
Стол. 1902. Музей Брёхана, Берлин

#### В кинематографе
- В фильме Мой лучший друг (2006) упоминаются работы Мажореля.
- В фильме Летнее время (2008) неоднократно упоминаются работы Мажореля.